# (16918) 1998 FF32
A (16918) 1998 FF32 egy kisbolygó a Naprendszerben. A LINEAR projekt keretében fedezték fel 1998. március 20-án.